# 池姓
池姓是中文姓氏之一，在《百家姓》中排第281位。

## 來源
- 源自贏秦司馬公子池，其裔孫以祖父池字為姓，其後有池子華，官授秦丞相，食祿汝南，封西平郡公。
- 源自殷姓諱民，因扶助周穆王有功，王封民食採於澠池，遂以地為姓，其後轉居西河，繁衍昌盛。
- 改姓，一如蒙、滿、朝鮮等少數民族中有池姓氏族；二如明洪武十一年閩省尤溪陳代澄因避亂，隨母改池姓；三如晉公以婿池質於鄭，而池之為姓：週程休父之後，改程為池，因上嘉其功，以城池賜姓。

## 遷徙分佈
據《通志·氏族略·以地為氏》所載，池姓望出西平。今為福州大姓。又據《姓氏考略》所載：陳留有池氏。

## 日本姓氏
日本也有相同漢字的姓氏，平假名寫法，羅馬字ike。池氏出自池大納言平賴盛，其五子平保業以池字為氏。

## 延伸阅读
[在维基数据编辑]
 《百家姓》
 《欽定古今圖書集成·明倫彙編·氏族典·池姓部》，出自陈梦雷《古今圖書集成》

## 外部連結
- 池姓繁體字簡介